# Dihydraziniumsulfat
Dihydraziniumsulfat ist eine anorganische chemische Verbindung aus der Gruppe der Hydrazinsalze.

## Gewinnung und Darstellung
Dihydraziniumsulfat kann durch Reaktion von Hydrazin mit Schwefelsäure gewonnen werden.

## Eigenschaften
Dihydraziniumsulfat ist ein hygroskopischer, kristalliner, weißer bis naturweißer Feststoff mit süßlichem Geruch, der sehr leicht löslich in Wasser ist. Er zersetzt sich bei Erhitzung über 180 °C, wobei Ammoniak, Wasserstoff und Hydrazin entstehen. Die Verbindung besitzt eine monokline Kristallstruktur mit der Raumgruppe P21/c (Raumgruppen-Nr. 14).

## Verwendung
Dihydraziniumsulfat wird als Ausgangsstoff zur Herstellung von Kupferdihydraziniumsulfat (einem Fungizid) verwendet.